# Gruppo Sportivo Porto Robur Costa 2014-2015
Questa voce raccoglie le informazioni riguardanti il Gruppo Sportivo Porto Robur Costa nelle competizioni ufficiali della stagione 2014-2015.

## Stagione
La stagione 2014-15 è per il Gruppo Sportivo Porto Robur Costa, sponsorizzato dalla CMC, la seconda consecutiva in Serie A1; come allenatore viene chiamato Waldo Kantor, la rosa è invece in buona parte confermata: le uniche cessioni riguardano Manuele Cricca, Giuseppe Patriarca, entrambi ritiratisi, Joseph Kauliakamoa, Niels Klapwijk, Enrico Scarpi, Kévin Tillie e Benjamin Toniutti, quest'ultimo andato via a stagione in corso, mentre per gli arrivi si segnalano quelli di Renan Buiatti, Maximiliano Cavanna, Pasquale Gabriele, Riley McKibbin e Enrico Zappoli. Restano a Ravenna Stefano Mengozzi, Andrea Bari, Enrico Cester e Klemen Čebulj.
Il campionato inizia con tre vittorie consecutive: la prima sconfitta arriva alla quarta giornata contro l'Associazione Sportiva Volley Lube; dopo un altro successo, la squadra romagnola incappa in tre stop di fila: nelle ultime quattro giornate del girone di andata vince due partite e ne perde altrettante, chiudendo al settimo posto in classifica, qualificandosi per la Coppa Italia. Nel girone di ritorno, dopo una serie di gare con risultati altalenanti, il club di Ravenna viene sconfitto in cinque partite di fila: nelle ultime quattro giornate di regular season invece va sempre a punti con tre successi ed una gara persa al tie-break, confermandosi al settimo posto in classifica. Nei play-off scudetto affronta il Modena Volley, il quale vince sia gara 1 sia gara 2 per 3-1, estromettendo il Gruppo Sportivo Porto Robur Costa dalla corsa al titolo di campione d'Italia.
La squadra di Ravenna partecipa alla Coppa Italia grazie al settimo posto al termine del girone di andata dalla Serie A1 2014-15, tuttavia viene eliminata già nei quarti di finale a seguito della sconfitta per 3-0 ad opera del Modena Volley.
Il Gruppo Sportivo Porto Robur Costa partecipa per la prima volta ad una competizione europea, ossia alla Challange Cup, grazie alla vittoria dei play-off Challenge Cup nella Serie A1 2013-14; il cammino ha inizio dai sedicesimi di finale con la doppia vittoria sul Pere Leib Tartu, così come negli ottavi di finale ad essere superato è il Volejbalový Klub Dukla Liberec. Dopo aver perso all'andata nei quarti di finale, per 3-2, contro l'Odbojkaški klub Crvena zvezda, vince la gara di ritorno per 3-0, qualificandosi per le semifinali, dove incontra lo Sport Lisboa e Benfica, il quale, aggiudicandosi sia la partita di andata sia quella di ritorno, estromette il club di Ravenna dalla competizione.

## Organigramma societario
Area direttiva
- Presidente: Luca Casadio
- Presidente onorario: Giuseppe Brusi, Paolo Morgagni
- Vicepresidente: Damiano Donati
- Direttore generale: Giuseppe Cormio
- Segreteria generale: Silvia Canale, Irene Georgiou
- Segreteria di direzione: Tamara Pantaleone

Area organizzativa
- Team manager: Alessio Saporetti
- Direttore sportivo: Stefano Margutti
- Gestione sponsor tecnici: Corrado Scozzoli
- Responsabile palasport: Claudio Zauli
- Organizzazione: Roberto Costa

Area tecnica
- Allenatore: Waldo Kantor
- Allenatore in seconda: Cristiano Lucchi, Giuseppe Patriarca
- Scout man: Fabio Dalla Fina, Massimo Melandri
- Responsabile settore giovanile: Stefano Margutti, Antonio Venturini
- Coordinatore settore giovanile: Stefano Chierici
- Direttore tecnico settore giovanile: Pietro Mazzi

Area comunicazione
- Ufficio stampa: Sandro Camerani
- Relazioni esterne: Paolo Badiali

Area marketing
- Ufficio marketing: Marta Bazzanti
- Biglietteria: Maria Pia Bissi

Area sanitaria
- Medico: Alessandro Nobili
- Staff medico: Massimo Argnani
- Preparatore atletico: Simone Ade
- Fisioterapista: Matteo Baccarini, Stefano Bandini, Domenico Costa (dal 25 ottobre 2014), Federico Padovani, Fabio Perazzini
- Osteopata: Flavio Tiene
- Radiologo: Ivan Nanni

## Rosa
| N° | Nome                | Ruolo | Data di nascita   | Nazionalità sportiva |
| -- | ------------------- | ----- | ----------------- | -------------------- |
| 1  | Stefano Mengozzi    | C     | 6 maggio 1985     | Italia               |
| 2  | Fabio Ricci         | C     | 11 luglio 1994    | Italia               |
| 4  | Maximiliano Cavanna | P     | 2 luglio 1988     | Argentina            |
| 5  | Enrico Zappoli      | S     | 12 maggio 1995    | Brasile              |
| 6  | Benjamin Toniutti   | P     | 30 ottobre 1989   | Francia              |
| 7  | Pasquale Gabriele   | S     | 5 gennaio 1991    | Italia               |
| 8  | Jani Jeliazkov      | S/O   | 15 settembre 1992 | Bulgaria             |
| 9  | Rafaīl Koumentakīs  | S     | 5 maggio 1993     | Grecia               |
| 10 | Riccardo Goi        | L     | 24 agosto 1992    | Italia               |
| 14 | Renan Buiatti       | S/O   | 10 gennaio 1990   | Brasile              |
| 15 | Enrico Cester       | C     | 16 marzo 1988     | Italia               |
| 16 | Andrea Bari         | L     | 5 marzo 1980      | Italia               |
| 17 | Riley McKibbin      | P     | 9 settembre 1988  | Stati Uniti          |
| 18 | Klemen Čebulj       | S     | 21 febbraio 1992  | Slovenia             |

## Mercato
| Acquisti | Acquisti            | Acquisti         | Acquisti   |
| R.       | Nome                | da               | Modalità   |
| -------- | ------------------- | ---------------- | ---------- |
| S/O      | Renan Buiatti       | Sesi             | definitivo |
| P        | Maximiliano Cavanna | Bolívar          | definitivo |
| S        | Pasquale Gabriele   | BluVolley Verona | definitivo |
| P        | Riley McKibbin      | PAOK             | definitivo |
| S        | Enrico Zappoli      | APAV             | definitivo |

| Cessioni | Cessioni           | Cessioni           | Cessioni   |
| R.       | Nome               | a                  | Modalità   |
| -------- | ------------------ | ------------------ | ---------- |
| C        | Manuele Cricca     | -                  | ritirato   |
| P        | Joseph Kauliakamoa | Powervolley Milano | definitivo |
| S/O      | Niels Klapwijk     | Beşiktaş           | definitivo |
| S        | Giuseppe Patriarca | -                  | ritirato   |
| L        | Enrico Scarpi      | Conselice          | definitivo |
| S        | Kévin Tillie       | Arkas              | definitivo |
| P        | Benjamin Toniutti  | Zenit-Kazan        | definitivo |

## Risultati

### Serie A1

#### Girone di andata
| 1ª giornata - 19 ottobre 2014 PalaBanca, Piacenza                 | Piacenza           | 1 - 3 | Porto Robur Costa | 23-25, 25-20, 22-25, 17-25       |
| 2ª giornata - 25 ottobre 2014 PalaGalassi, Forlì                  | Porto Robur Costa  | 3 - 1 | Top Volley Latina | 26-28, 25-23, 25-19, 25-21       |
| 3ª giornata - 29 ottobre 2014 Palazzetto dello Sport, Sansepolcro | Città di Castello  | 1 - 3 | Porto Robur Costa | 20-25, 25-22, 18-25, 19-25       |
| 4ª giornata - 2 novembre 2014 PalaGalassi, Forlì                  | Porto Robur Costa  | 0 - 3 | Lube              | 16-25, 23-25, 15-25              |
| 5ª giornata - 8 novembre 2014 Palazzetto dello Sport, Monza       | Milano             | 0 - 3 | Porto Robur Costa | 19-25, 20-25, 17-25              |
| 6ª giornata - 16 novembre 2014 PalaGalassi, Forlì                 | Porto Robur Costa  | 0 - 3 | Trentino          | 18-25, 32-34, 22-25              |
| 7ª giornata - 23 novembre 2014 PalaEvangelisti, Perugia           | Sir Safety Perugia | 3 - 1 | Porto Robur Costa | 25-21, 23-25, 25-19, 25-22       |
| 8ª giornata - 30 novembre 2014 PalaGalassi, Forlì                 | Porto Robur Costa  | 0 - 3 | Modena            | 15-25, 20-25, 29-31              |
| 9ª giornata - 7 dicembre 2014 PalaFabris, Padova                  | Padova             | 1 - 3 | Porto Robur Costa | 23-25, 25-20, 23-25, 18-25       |
| 10ª giornata - 14 dicembre 2014 PalaOlimpia, Verona               | BluVolley Verona   | 3 - 0 | Porto Robur Costa | 25-22, 25-18, 25-14              |
| 11ª giornata - 21 dicembre 2014 PalaGalassi, Forlì                | Porto Robur Costa  | 2 - 3 | Molfetta          | 20-25, 24-26, 25-17, 25-22, 7-15 |
| 13ª giornata - 28 dicembre 2014 PalaDesio, Desio                  | Powervolley Milano | 0 - 3 | Porto Robur Costa | 24-26, 23-25, 16-25              |

#### Girone di ritorno
| 14ª giornata - 3 gennaio 2015 PalaGalassi, Forlì                  | Porto Robur Costa | 3 - 0 | Piacenza           | 24-26, 23-25, 16-25               |
| 15ª giornata - 18 gennaio 2015 PalaBianchini, Latina              | Top Volley Latina | 3 - 2 | Porto Robur Costa  | 18-25, 25-20, 19-25, 25-15, 19-17 |
| 16ª giornata - 24 gennaio 2015 PalaGalassi, Forlì                 | Porto Robur Costa | 3 - 2 | Città di Castello  | 19-25, 25-19, 26-24, 16-25, 15-11 |
| 17ª giornata - 1º febbraio 2015 PalaCivitanova, Civitanova Marche | Lube              | 3 - 1 | Porto Robur Costa  | 25-15, 25-18, 23-25, 25-20        |
| 18ª giornata - 8 febbraio 2015 PalaGalassi, Forlì                 | Porto Robur Costa | 0 - 3 | Milano             | 23-25, 22-25, 21-25               |
| 19ª giornata - 15 febbraio 2015 PalaTrento, Trento                | Trentino          | 3 - 0 | Porto Robur Costa  | 25-16, 25-20, 25-17               |
| 20ª giornata - 22 febbraio 2015 PalaGalassi, Forlì                | Porto Robur Costa | 1 - 3 | Sir Safety Perugia | 25-21, 17-25, 18-25, 29-31        |
| 21ª giornata - 1º marzo 2015 PalaPanini, Modena                   | Modena            | 3 - 1 | Porto Robur Costa  | 18-25, 25-22, 25-22, 25-19        |
| 22ª giornata - 8 marzo 2015 PalaGalassi, Forlì                    | Porto Robur Costa | 3 - 0 | Padova             | 25-23, 26-24, 25-22               |
| 23ª giornata - 15 marzo 2015 PalaGalassi, Forlì                   | Porto Robur Costa | 3 - 0 | NBV                | 25-18, 25-17, 25-15               |
| 24ª giornata - 22 marzo 2015 PalaPoli, Molfetta                   | Molfetta          | 3 - 2 | Porto Robur Costa  | 25-18, 25-22, 22-25, 21-25, 15-12 |
| 26ª giornata - 5 aprile 2015 PalaGalassi, Forlì                   | Porto Robur Costa | 3 - 1 | Powervolley Milano | 23-25, 25-17, 25-23, 25-23        |

#### Play-off scudetto
| Quarti di finale (gara 1) - 12 aprile 2015 PalaPanini, Modena | Modena            | 3 - 1 | Porto Robur Costa | 18-25, 25-13, 25-20, 25-13 |
| Quarti di finale (gara 2) - 19 aprile 2015 PalaGalassi, Forlì | Porto Robur Costa | 1 - 3 | Modena            | 29-27, 19-25, 19-25, 21-25 |

### Coppa Italia

#### Fase a eliminazione diretta
| Quarti di finale - 6 gennaio 2015 PalaPanini, Modena | Modena | 3 - 0 | Porto Robur Costa | 25-21, 25-15, 25-22 |

### Challenge Cup

#### Fase a eliminazione diretta
| Sedicesimi di finale (andata) - 3 dicembre 2014 Sports Hall University, Tartu | Duo               | 0 - 3 | Porto Robur Costa | 15-25, 11-25, 23-25               |
| Sedicesimi di finale (ritorno) - 17 dicembre 2014 PalaGalassi, Forlì          | Porto Robur Costa | 3 - 0 | Duo               | 25-22, 28-26, 25-20               |
| Ottavi di finale (andata) - 14 gennaio 2015 Hall Dukla, Liberec               | Dukla Liberec     | 2 - 3 | Porto Robur Costa | 25-19, 19-25, 22-25, 25-23, 12-15 |
| Ottavi di finale (ritorno) - 21 gennaio 2015 PalaGalassi, Forlì               | Porto Robur Costa | 3 - 0 | Dukla Liberec     | 25-20, 25-12, 25-21               |
| Quarti di finale (andata) - 4 marzo 2015 Šumice Sport Center, Belgrado        | Stella Rossa      | 3 - 2 | Porto Robur Costa | 25-18, 25-23, 22-25, 17-25, 17-15 |
| Quarti di finale (ritorno) - 11 marzo 2015 PalaGalassi, Forlì                 | Porto Robur Costa | 3 - 0 | Stella Rossa      | 25-22, 25-23, 25-21               |
| Semifinali (andata) - 25 marzo 2015 Sports Hall Benfica, Lisbona              | Benfica           | 3 - 0 | Porto Robur Costa | 25-20, 26-24, 25-19               |
| Semifinali (ritorno) - 29 marzo 2015 PalaGalassi, Forlì                       | Porto Robur Costa | 2 - 3 | Benfica           | 25-23, 27-25, 20-25, 18-25, 10-15 |

## Statistiche

### Statistiche di squadra
| Competizione  | Punti | In casa | In casa | In casa | In trasferta | In trasferta | In trasferta | Totale | Totale | Totale |
| Competizione  | Punti | G       | V       | P       | G            | V            | P            | G      | V      | P      |
| ------------- | ----- | ------- | ------- | ------- | ------------ | ------------ | ------------ | ------ | ------ | ------ |
| Serie A1      | 35    | 13      | 6       | 7       | 13           | 5            | 8            | 26     | 11     | 15     |
| Coppa Italia  | -     | -       | -       | -       | 1            | 0            | 1            | 1      | 0      | 1      |
| Challenge Cup | -     | 4       | 3       | 1       | 4            | 2            | 2            | 8      | 5      | 3      |
| Totale        | -     | 17      | 9       | 8       | 18           | 7            | 11           | 35     | 16     | 19     |

G = partite giocate; V = partite vinte; P = partite perse

### Statistiche dei giocatori
| Giocatore      | Serie A1 | Serie A1 | Serie A1 | Serie A1 | Serie A1 | Coppa Italia | Coppa Italia | Coppa Italia | Coppa Italia | Coppa Italia | Challenge Cup | Challenge Cup | Challenge Cup | Challenge Cup | Challenge Cup | Totale | Totale | Totale | Totale | Totale |
| Giocatore      | P        | PT       | AV       | MV       | BV       | P            | PT           | AV           | MV           | BV           | P             | PT            | AV            | MV            | BV            | P      | PT     | AV     | MV     | BV     |
| -------------- | -------- | -------- | -------- | -------- | -------- | ------------ | ------------ | ------------ | ------------ | ------------ | ------------- | ------------- | ------------- | ------------- | ------------- | ------ | ------ | ------ | ------ | ------ |
| A. Bari        | 26       | 1        | 1        | -        | -        | 1            | -            | -            | -            | -            | 8             | -             | -             | -             | -             | 35     | 1      | 1      | -      | -      |
| R. Buiatti     | 23       | 329      | 283      | 33       | 13       | 1            | 12           | 11           | 1            | 0            | 7             | 92            | 71            | 13            | 8             | 31     | 433    | 365    | 47     | 21     |
| M. Cavanna     | 26       | 43       | 22       | 18       | 3        | 1            | 0            | 0            | 0            | 0            | 8             | 16            | 8             | 4             | 4             | 35     | 59     | 30     | 22     | 7      |
| K. Čebulj      | 26       | 389      | 336      | 28       | 25       | 1            | 8            | 7            | 0            | 1            | 8             | 143           | 115           | 16            | 12            | 35     | 540    | 458    | 44     | 38     |
| E. Cester      | 22       | 171      | 102      | 54       | 15       | 1            | 5            | 3            | 2            | 0            | 6             | 57            | 31            | 24            | 2             | 29     | 233    | 136    | 80     | 17     |
| P. Gabriele    | 22       | 17       | 14       | 3        | 0        | 1            | 0            | 0            | 0            | 0            | 4             | 3             | 3             | 0             | 0             | 26     | 20     | 17     | 3      | 0      |
| R. Goi         | 26       | -        | -        | -        | -        | 1            | -            | -            | -            | -            | 4             | -             | -             | -             | -             | 31     | -      | -      | -      | -      |
| J. Jeliazkov   | 22       | 104      | 92       | 12       | 0        | 1            | 2            | 2            | 0            | 0            | 8             | 33            | 26            | 6             | 1             | 31     | 139    | 120    | 18     | 1      |
| R. Koumentakīs | 23       | 154      | 126      | 17       | 11       | 0            | 0            | 0            | 0            | 0            | 6             | 36            | 31            | 5             | 0             | 29     | 190    | 157    | 22     | 11     |
| R. McKibbin    | 19       | 2        | 1        | 0        | 1        | 1            | 0            | 0            | 0            | 0            | 8             | 4             | 0             | 1             | 3             | 28     | 6      | 1      | 1      | 4      |
| S. Mengozzi    | 26       | 212      | 135      | 59       | 18       | 1            | 3            | 3            | 0            | 0            | 8             | 53            | 39            | 10            | 4             | 35     | 268    | 177    | 69     | 22     |
| F. Ricci       | 12       | 36       | 28       | 7        | 1        | 0            | 0            | 0            | 0            | 0            | 6             | 24            | 15            | 7             | 2             | 18     | 60     | 43     | 14     | 3      |
| B. Toniutti    | 6        | 6        | 2        | 3        | 1        | -            | -            | -            | -            | -            | -             | -             | -             | -             | -             | 6      | 6      | 2      | 3      | 1      |
| E. Zappoli     | 15       | 63       | 51       | 9        | 3        | 1            | 6            | 4            | 2            | 0            | 7             | 17            | 10            | 4             | 3             | 23     | 86     | 65     | 15     | 6      |

P = presenze; PT = punti totali; AV = attacchi vincenti; MV = muri vincenti; BV = battute vincenti